# North Kaibab Trail

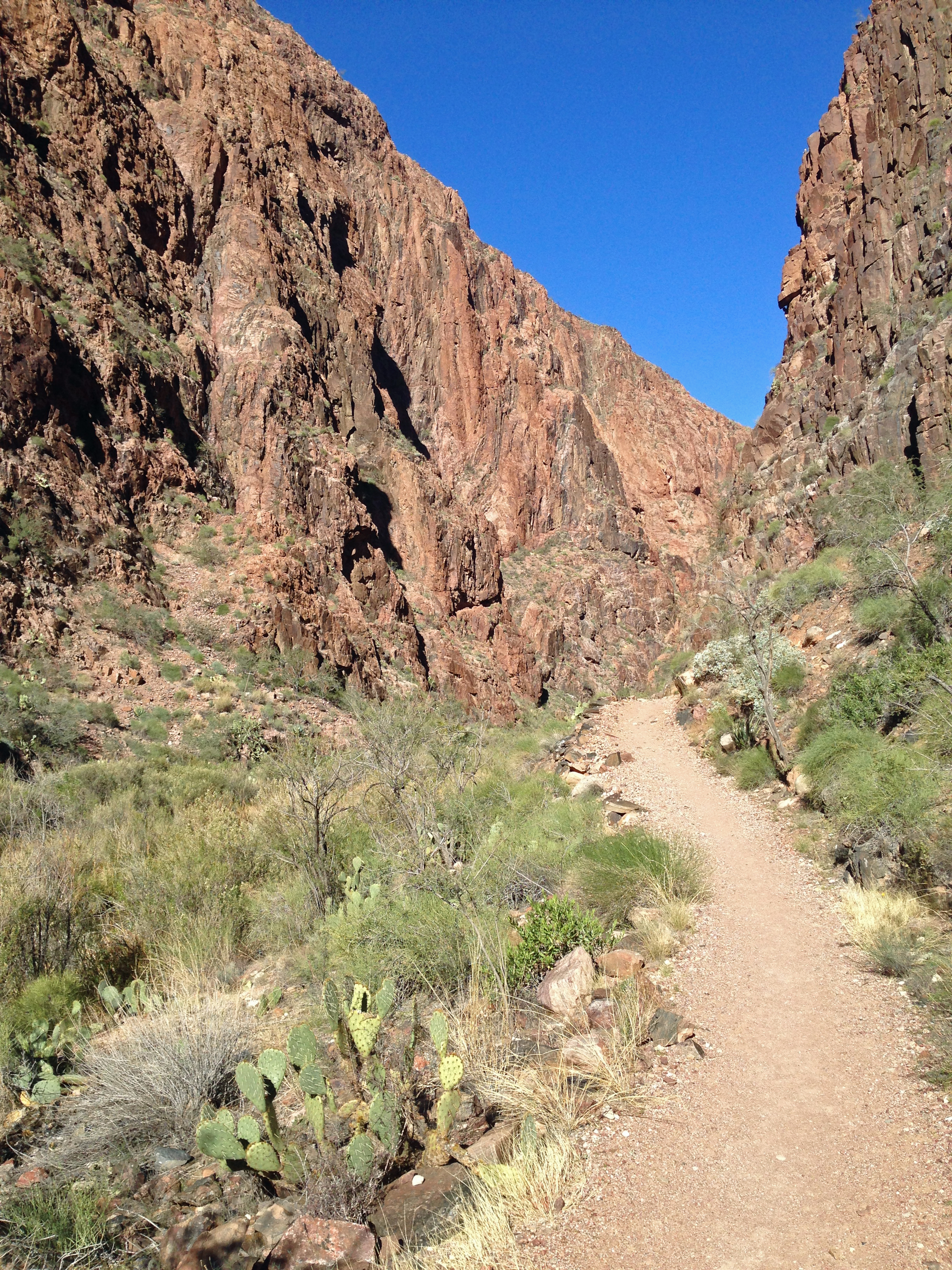
North Kaibab Trail

North Kaibab Trail är en 22,5 kilometer lång vandringsled i Grand Canyon National Park. Den går mellan kanten på kanjon och kanjons botten, med en höjdskillnad på 1.756 meter. Den följer Bright Angel Creeks bäckravin och korsar vattendraget sex gånger. Den nuvarande leden anlades på 1920-talet och ersätter en äldre, som korsade bäcken 94 gånger. 
Ledens övre ändpunkt ligger nära North Rim vid Arizona State Route 67, 1,6 kilometer norr om Grand Canyon Lodge. Den börjar i Roaring Springs Canyon och är totalt 23 kilometer lång. Den passerar Roaring Springs, det 43 meter höga Ribbon Falls, den trånga kanjonen The Box samt, nära den nedre ändpunkten, Phantom Ranch. I början går leden brant nedåt en dalgång med ett stort antal hårnålssvängar. Den når så småningom, efter 2,5 kilometer, Supai Tunnel på 2.073 meters höjd. Efter en sträcka med ytterligare hårnålssvängar når leden ett parti med kompakta klippor av Redwall-kalksten, där långa sträckor av leden går i ett galleri som har sprängts ut ur klippan. 
Ledens fortsättning i Bright Angel Creeks bäckravin är mindre brant. 8,7 kilometer från ändpunkten på North Rim ligger huset Aiken Residence, eller Pumphouse Residence, som varit bostad för konstnären och parkfunktionären Bruce Aiken (född 1950) mellan 1973 och 2006. Bredvid ligger Cottonwood Campground på 1.244 meters höjd. Omkring 2,5 kilometer därifrån finns Ribbon Falls på västsidan av Bright Angel Creek. En avstickare av leden går till Roaring Springs på 1.134 meters höjd, där vatten sprutar ut direkt ur berget och bildar källan, som bildar ån Bright Angel Creek. Leden därefter dess dalgång hela vägen ned till Coloradofloden. Roaring Springs fungerar också som vattentäkt för Grand Canyon Village och övriga Grand Canyon National Park. Vatten leds till South Rim i en pipeline som installerades 1965–1970 och som är nedgrävd under North Kaibab Trail.
Mellan Cottonwood Campground och Bright Angel Campground i Grand kanjons botten, 756 meter över havet, kommer leden in i Inner Gorge, som är en smal kanjon i den större kanjon, där leden på en sträcka av tio kilometer är trångt innesluten av klippor av 1,7 miljarder år gammal Vishnu-glimmerskiffer.

## Bildgalleri

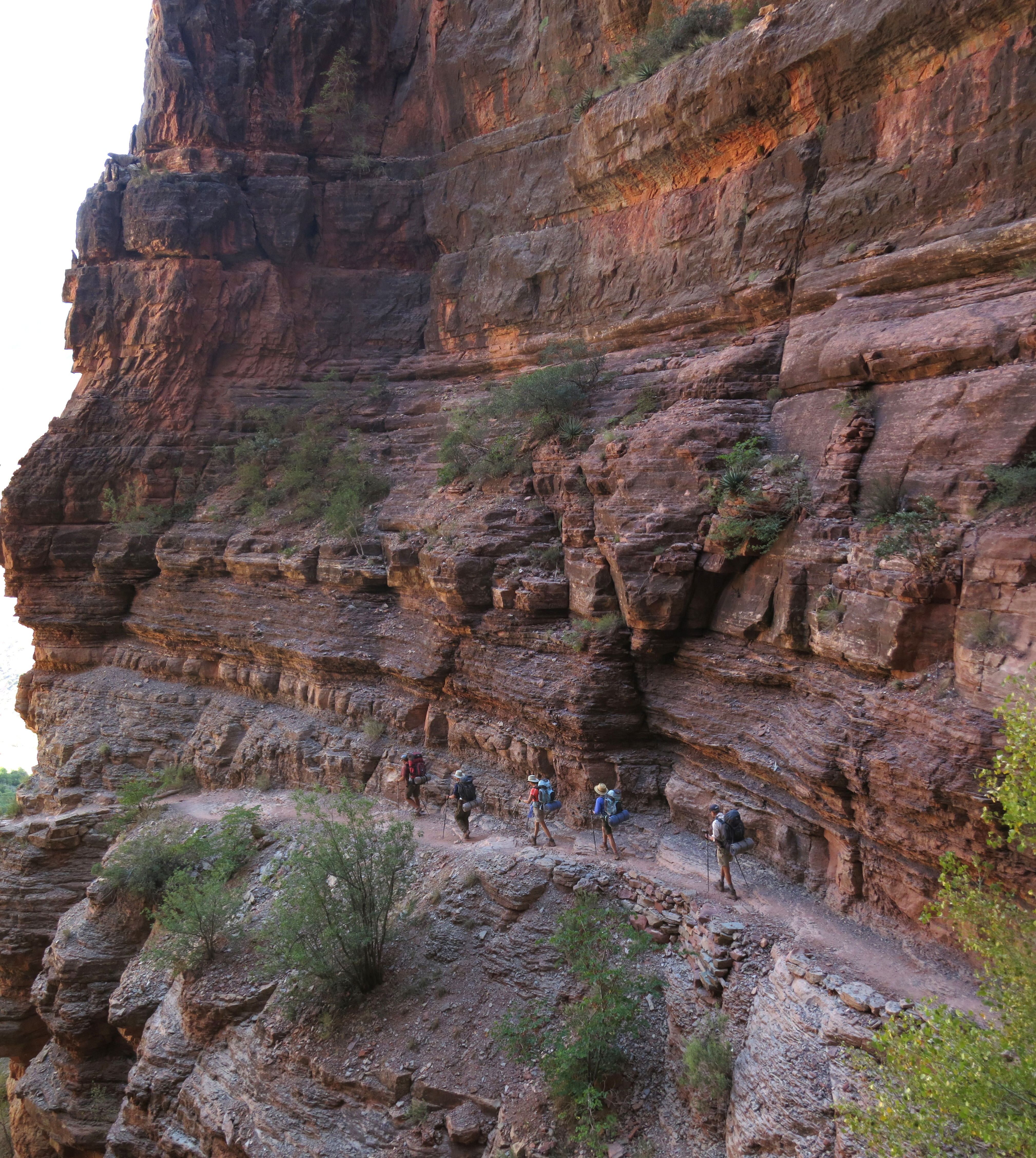
Supai Tunnel
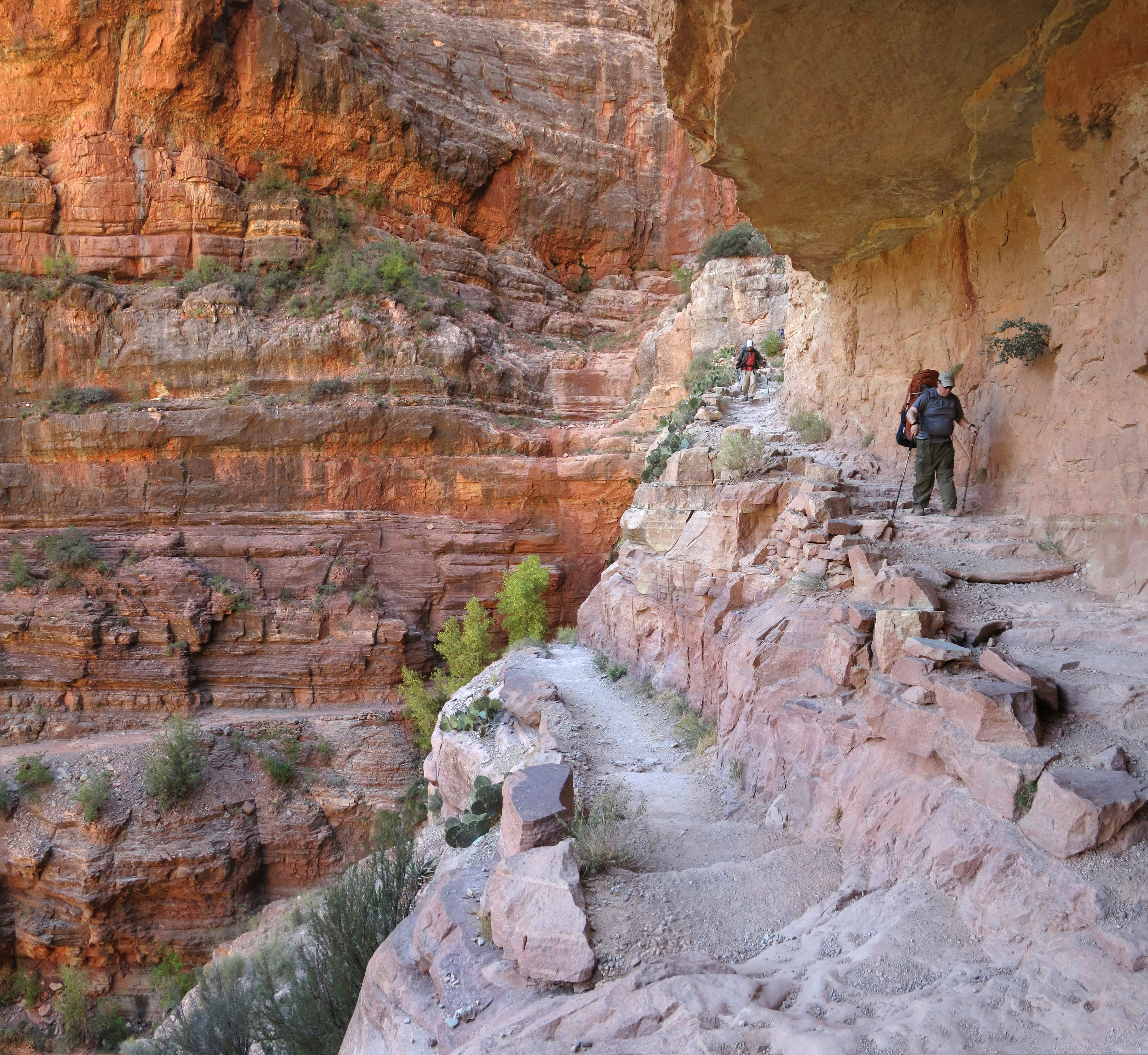
Redwall-kalksten nedanför Supai Tunnel
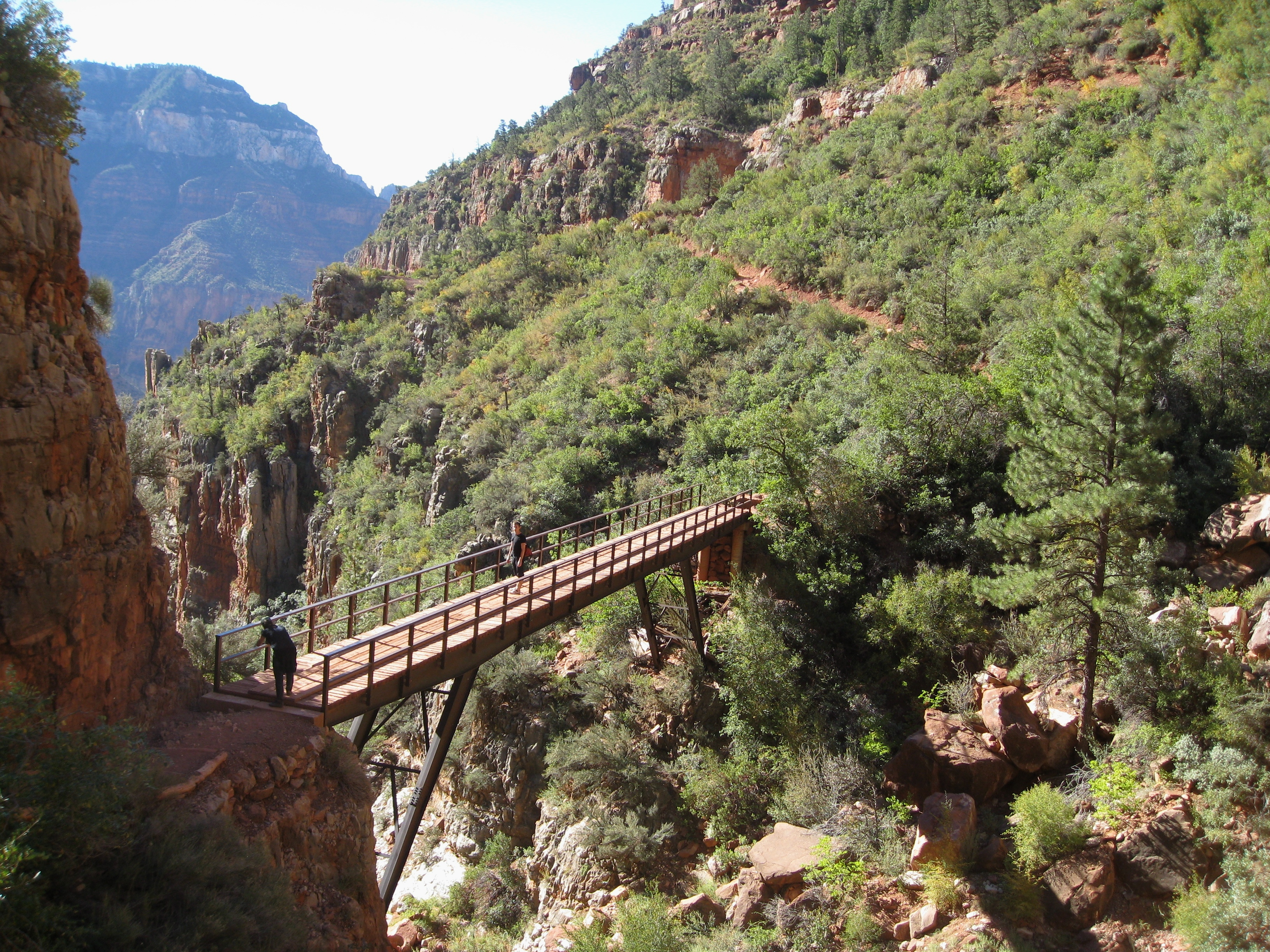
Redwall Bridge
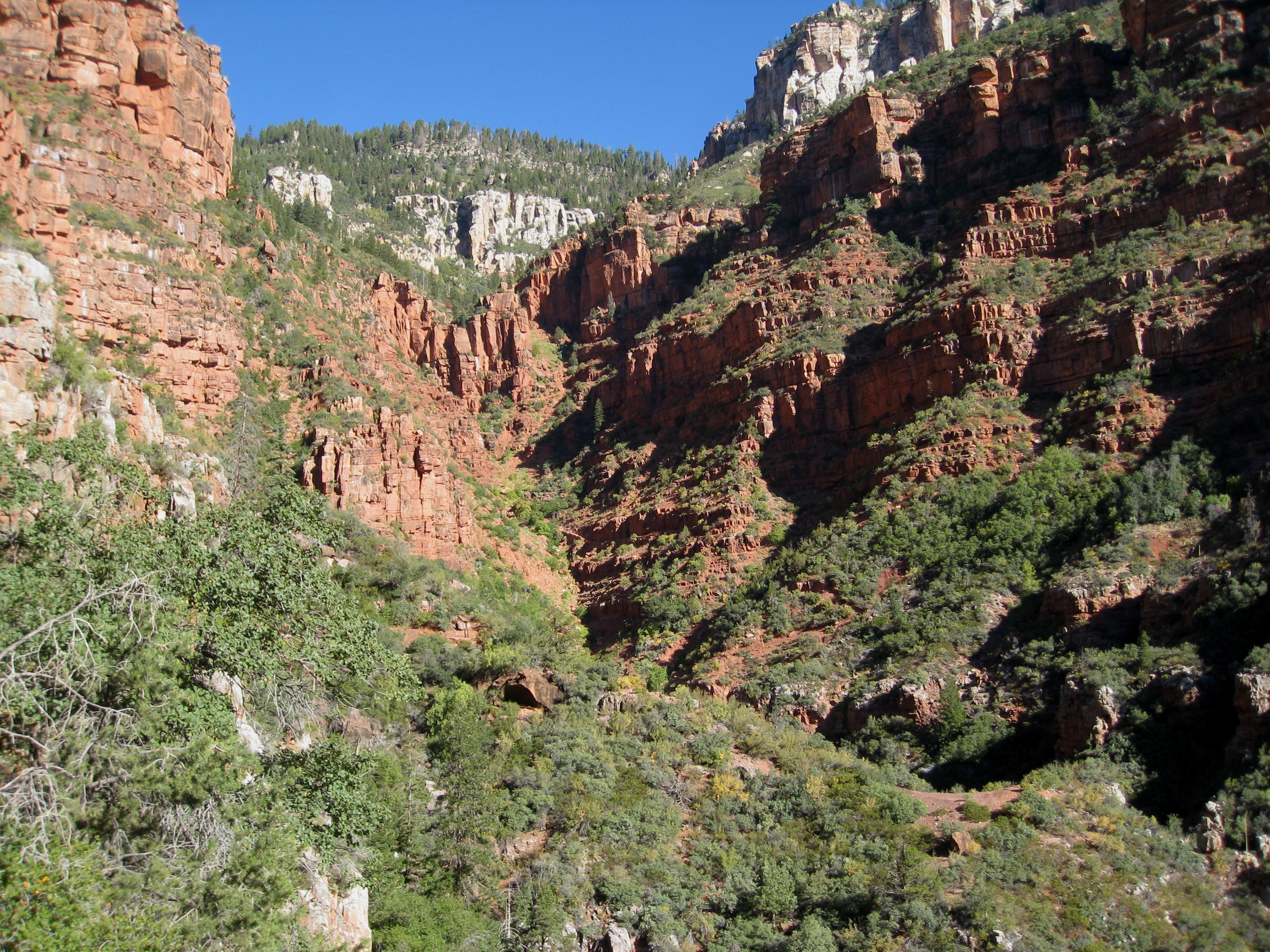
Vy från Redwall Bridge
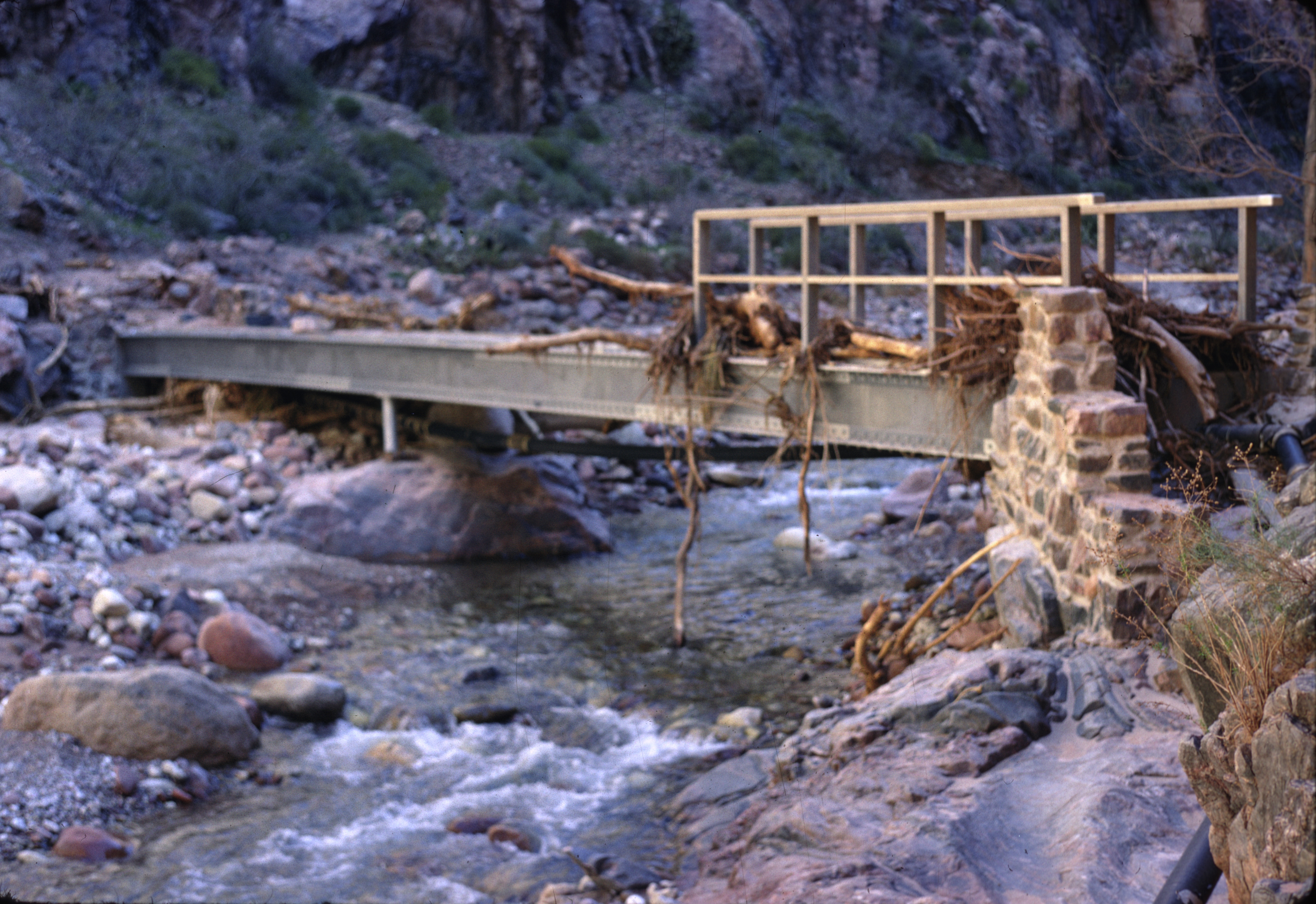
Översvämningsskador på bro 1965
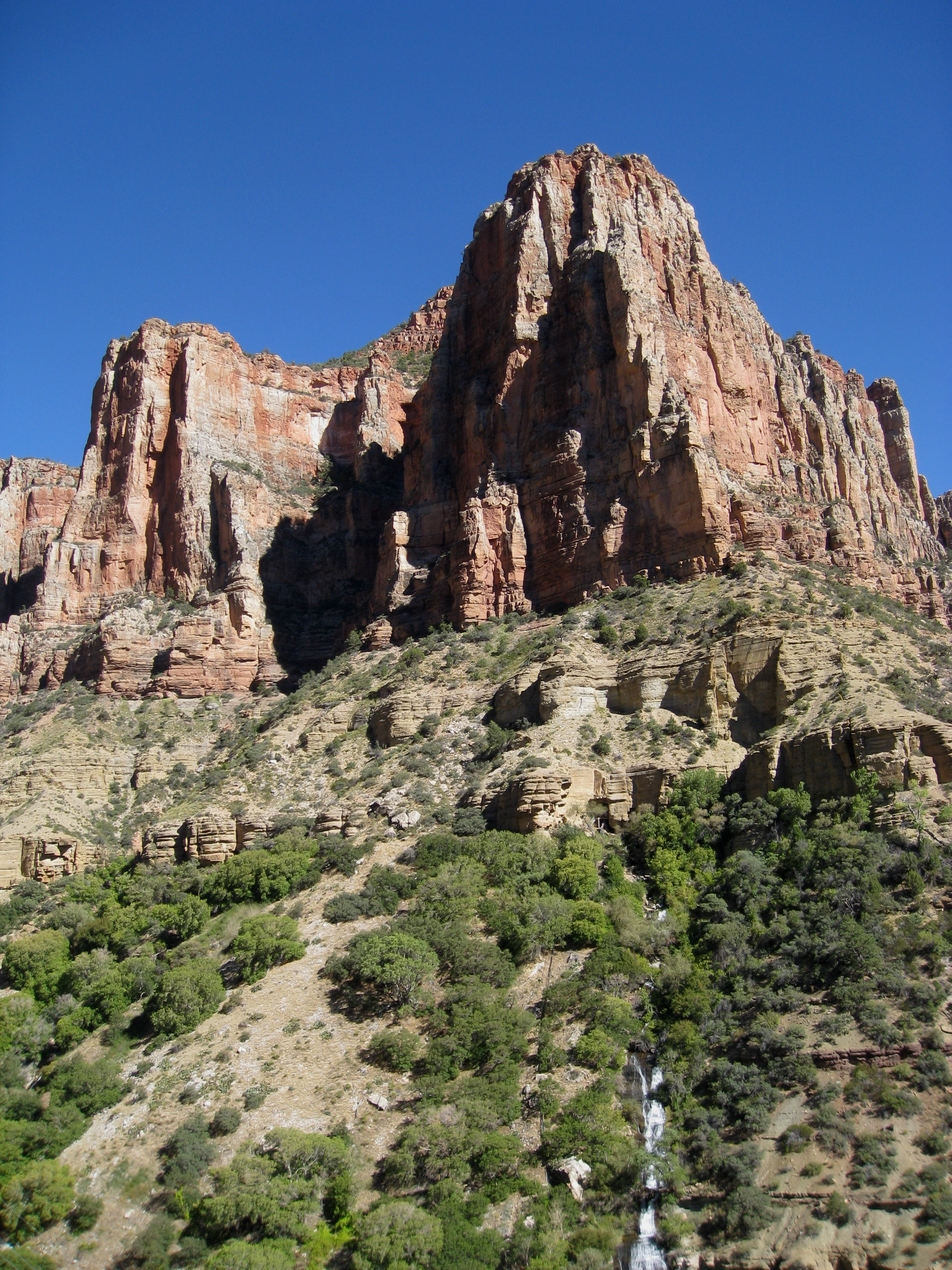
Roaring Springs
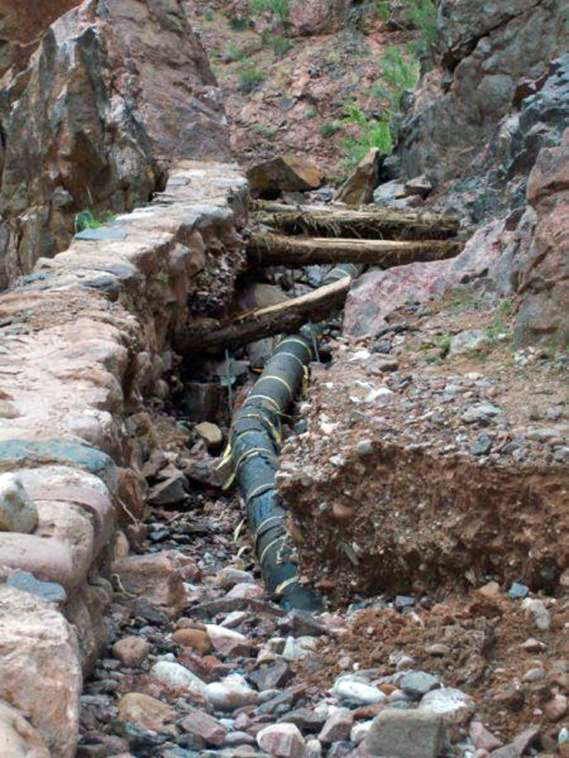
Trans Canyon Pipeline
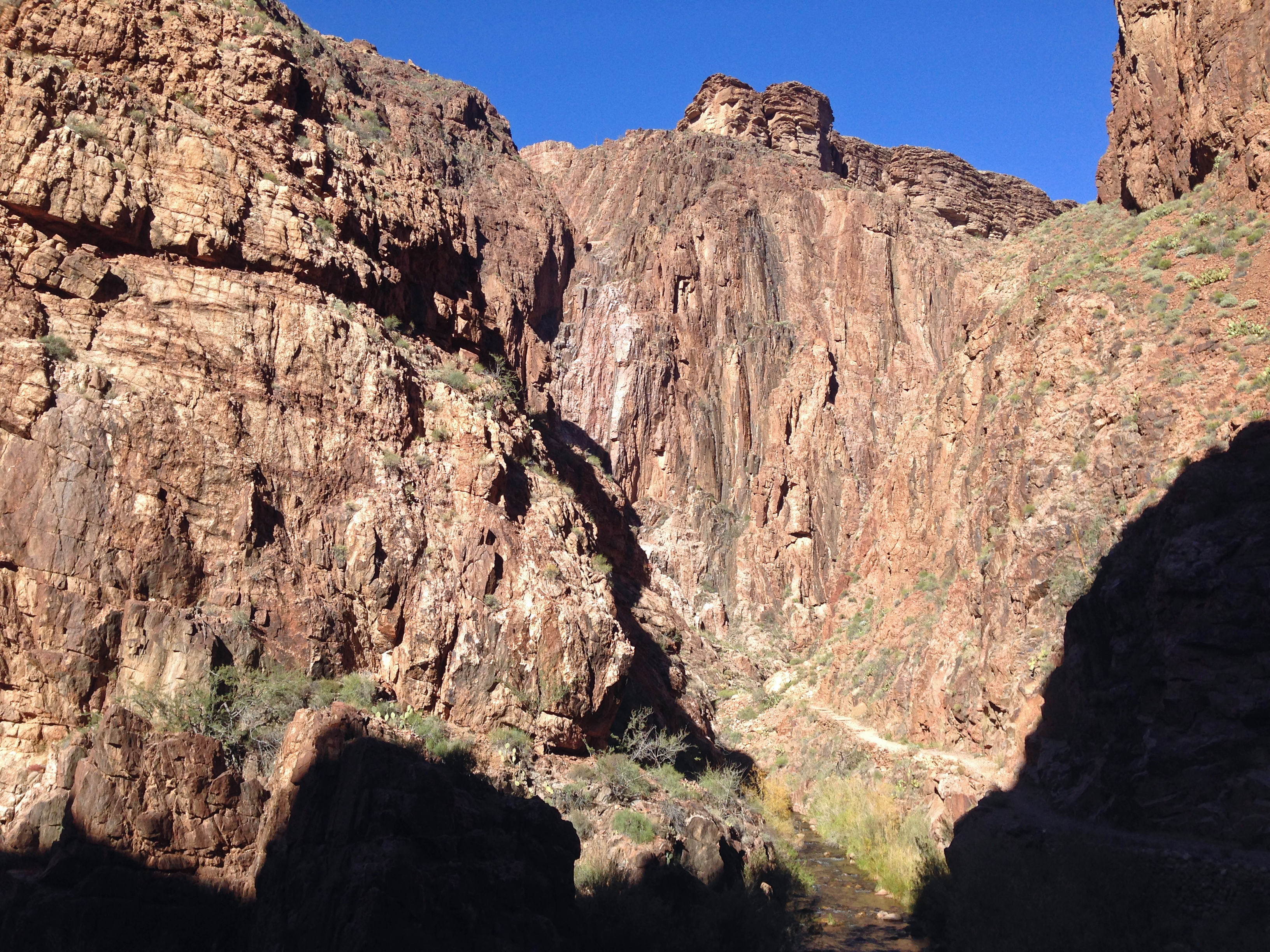
Nedre delen av North Kaibab Trail
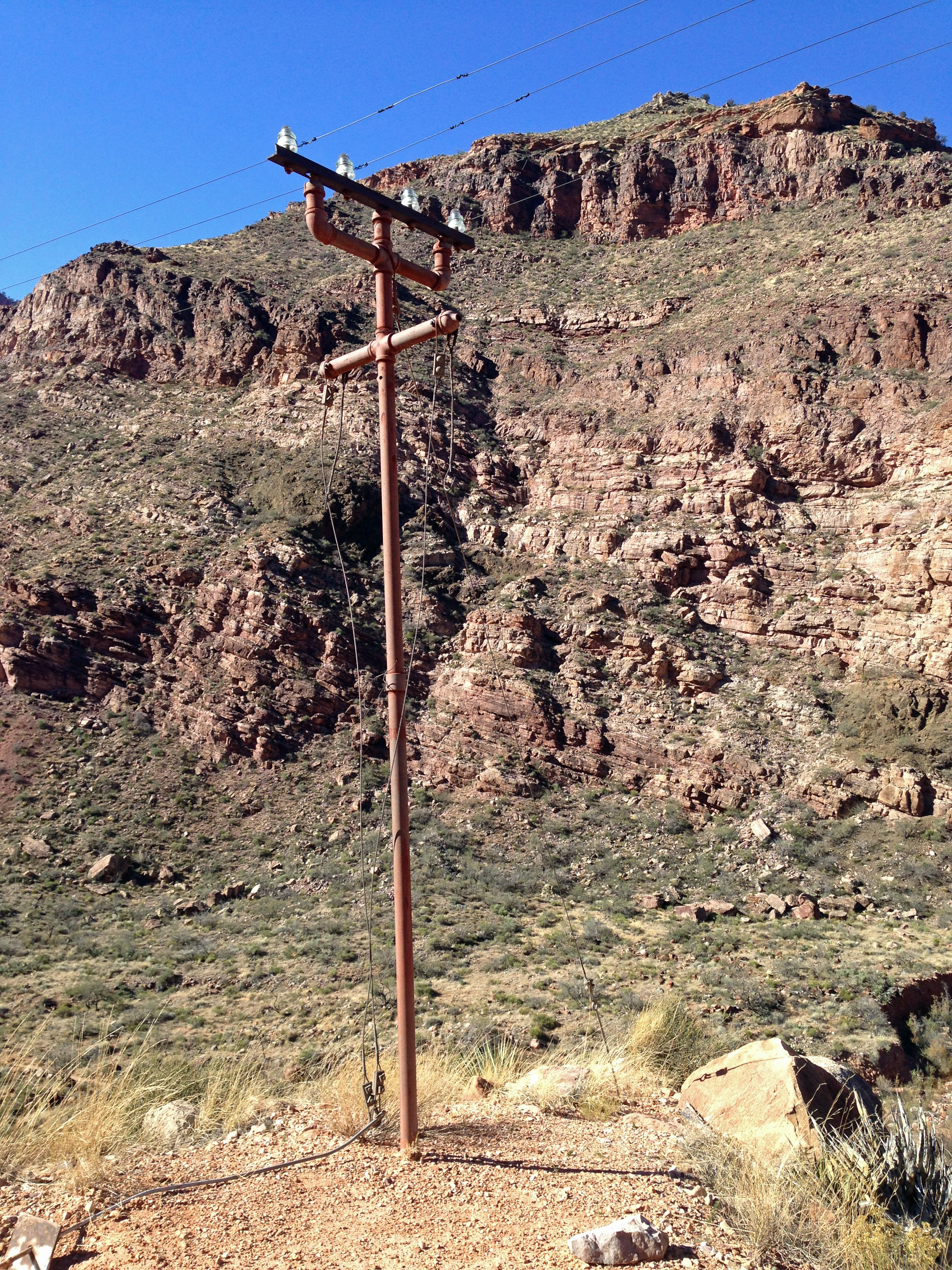
Grand Canyon Telephone Line
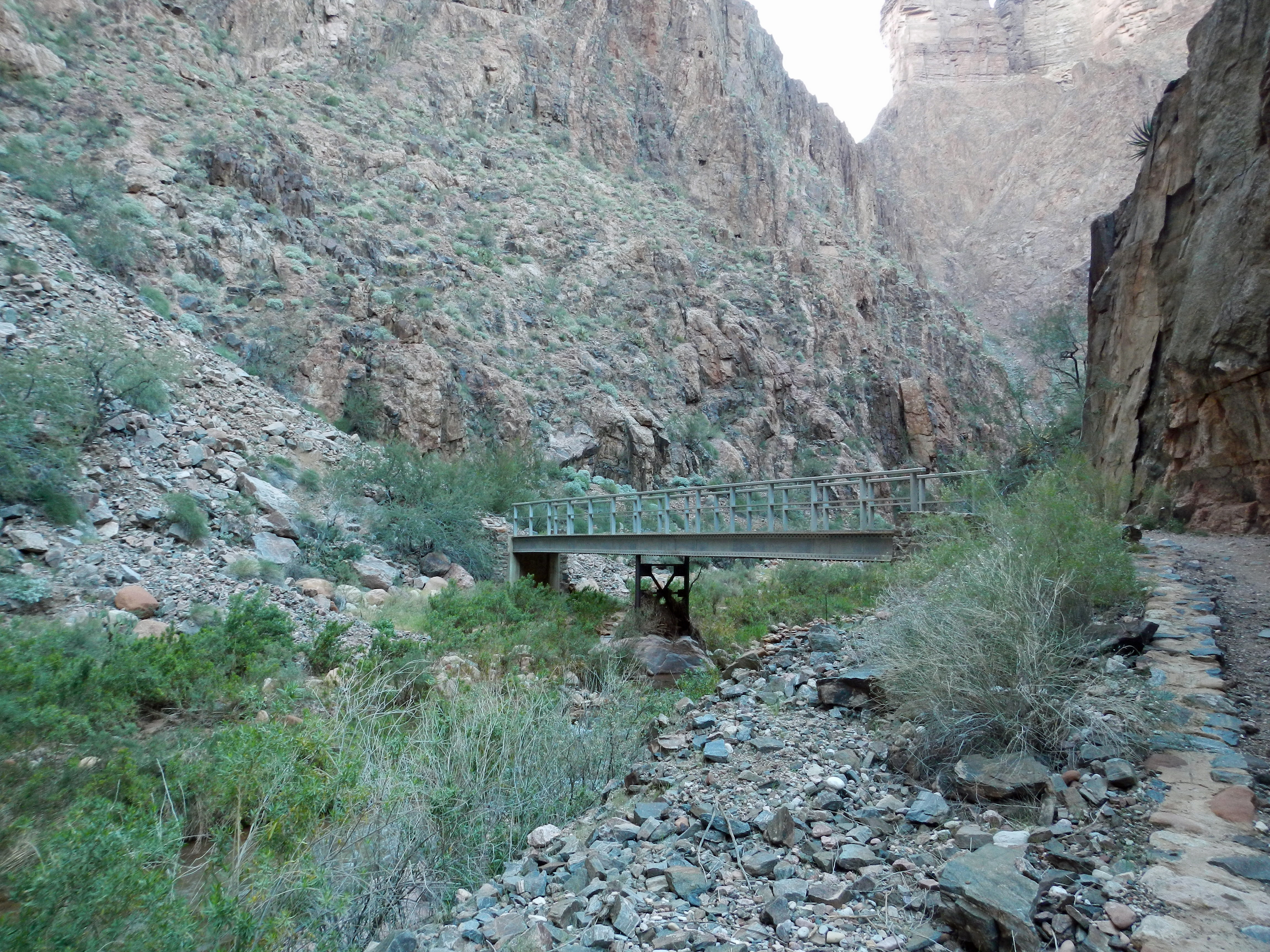
Bron över Bright Angle Creek i den nedre delen av leden